# 帕克縣 (科羅拉多州)
帕克縣（英語：Park County）是位於美国科羅拉多州中部的一個縣，面積5,726平方公里。根據2020年美國人口普查，共有人口17,390人。縣治费尔普莱（Fairplay）。該縣成立於1861年11月1日，是原始的十七個縣之一；縣名來自洛磯山脈上的一處稱為南方公園的盆地。
知名動畫片故事發生的虛構城鎮位於本縣。